# Superrradio
Superrradio of Superrradio met Timur en Rámon was een radioprogramma bij NPO 3FM, gepresenteerd door Timur Perlin en Rámon Verkoeijen. Het programma werd van maandag tot en met vrijdag uitgezonden tussen 12:00 en 14:00 uur. Het programma was de opvolger van het lunchprogramma Effe Ekdom met Gerard Ekdom, die was vertrokken naar NPO Radio 2.
De eerste periode van het programma presenteerde Timur steeds maar vier dagen per week. Dit kwam omdat Timur uit een sabbatical kwam en op doktersadvies maximaal twee dagen achter elkaar mocht werken. Op de woensdag werd hij vervangen door Sander Hoogendoorn.
Timur besloot na de zomer van 2016 dat hij niets doen leuker vindt dan radio. Op 11 november 2016 nam hij afscheid van de radio. Zijn plek werd opgevangen door Mark van der Molen, die toen nog in de nacht zat.

## Vaste items
- Beroep van de dag

Er stond iedere dag een beroep centraal. Een luisteraar met dat beroep kon gratis galm op de radio verdienen.
- Mama appelsap, overgenomen van eerdere show Open Radio met Timur en Rámon

Onderdeel waarin een luisteraar in een anderstalig nummer een Nederlandse zin hoort en dit mag aangeven. Sinds januari 2025 is dit item op  JOE te horen als Papa Appelsap.
- De Ziekenomroep

Onderdeel waarin een luisteraar die in het ziekenhuis ligt een plaatje mag aanvragen.
- Van wie is de hey?

Volgens Rámon de vrijdagmiddag-gebeurtenis van Nederland. Onderdeel waarbij een fragment van een liedje te horen was met een 'hey' erin. Na het fragment werd een ander nummer ingestart en kreeg de luisteraar de mogelijkheid om te bellen. Na dat nummer en een beknopte uitleg, moest een luisteraar raden welke artiest de 'hey' zingt. Bij een goed antwoord werd vervolgens het gehele nummer ingestart. De beknopte uitleg van dit onderdeel was tevens te vinden op NOS Teletekst pagina 535.
Huidige programma's: Domien (NPO 3FM) · Eva (NPO 3FM) · Eva en Giel (NPO 3FM) · Franks feestje (NPO 3FM) · Harm dB (NPO 3FM) · Nachtbrakers (NPO Radio 1)  · De Overnachting (NPO Radio 1) · Sanderdome (NPO 3FM) · Slapen is voor Losers! (NPO 3FM) · Start (NPO Radio 1) · That's Live (NPO 3FM) · Thijs (NPO 3FM) · De Weekendshow (NPO Radio 2) · De Wereld van BNN (NPO Radio 1)
Voormalige programma's: @Work · Alle 40 goed! · BNN Today · Coen en Sander Show · Club Ajouad · CroisSanderShow · Dit is Domien · Het Huis Van De Heer · Live vanuit Klazienaveen · Klaarwakker Kristel · Muijs In Het Huis · Open Radio met Timur en Rámon · Het Platenpaleis · Rámon, met een streepje op de A · ruuddewild.nl · Sanderdaynight · Tiësto's Club Life · Timur · Vrij · Wout! · Zoëyzo
21 Jaar TROS Pop · 3FM BPM: MinistryOfBeats · 3FM Weekend Request · 3voor12Radio · AdreneLine · Altijd de eerste · ...And all that jazz · Andres · Angelique · Angeliques Afternoon · Annemieke Hier · Annemieke Plays · Anoûl · Arbeidsvitaminen · De Avondspits · De avonturen van Mark · Barend · Barend & Benner · Barend en Wijnand · De Bende van Van der Lende · De Boem Boem Disco Show · The Breakfast Club · Claudia d'r op · Club Carter · Curry en Van Inkel · De Dansbar · Dansen met Delsing · Dit is Domien · Domien, Jouw Ochtendshow · ... & dit is Claudia · Ekstra Weekend · Eva · Eva en Giel · Evers staat op · Frank & Eva: Welkom bij de club! · Franks feestje · GIEL · Harm dB · Hein · Herman · Het Betere Werk · Hier! · Jamie · Jan-Paul · Jasper · Joost · Jorien · Kaat tot Laat · Kevin · Lang leve het weekend! · LEX · Lieke · Markplaats · Mark + Rámon · Mega Top 30 · Michiel · Obi · De ochtenddienst · Olivier · De Orde van de Nacht · Parels van de nacht · Partij voor de Vrijdag · (P)laatwerk · RabRadio · Radio op 'n broodje · Rob · Rob & Wijnand en de Ochtendshow · Sanderdome · Sanders Vriendenteam · Saskia en Olivier · Slapen is voor Losers! · Slapen kan altijd nog · De Steen en Been Show · Studio Saskia · Superrradio · Tannaz · Thijs · Timur op 3FM · Vera on Track · Vier Sas! · Vrij · Weekend Wijnand · Wijnand · @Work · Xnoizz